# Kafr Saghir

Kafr Saghir là một ngôi làng ở Mount Simeon Nahiyah của quận Jabal Sem'ān.

Kafr Saghir (tiếng Ả Rập: كفر صغير, tiếng Kurd: Kefêr Sixîrê, cũng viết Kafr như Saghir, Kafr Şaghīr, Kafr như Safir hoặc nghĩa đen nhỏ Kafr) là một ngôi làng ở miền bắc Syria, hành chính một phần của huyện Núi Simeon của Aleppo Governorate, chỉ về phía tây bắc của Aleppo. Các địa phương lân cận bao gồm Ratyan, Bayanoun và Mayer ở phía bắc, Anadan, Huraytan ở phía tây, Kafr Hamrah ở phía nam và Shaykh Najjar ở phía đông.
Theo Cục Thống kê Trung ương Syria (CBS), Kafr Saghir có dân số 3.130 trong cuộc điều tra dân số năm 2004. Kafr Saghir có dân số người Kurd phần lớn.

## Nội chiến Syria
Trong năm 2013, Kafr Saghir đã nhận được dòng người Kurd từ Tell Aran và Tal Hasel gần đó.
Vào ngày 3 tháng 7 năm 2014 trong Chiến dịch Canopus Star, quân đội Syria với sự giúp đỡ của Vệ binh Cộng hòa và Hezbollah đã bắt Kafr Saghir từ các lực lượng đối lập.
Vào ngày 20 tháng 3 năm 2016, ISIL đã giết chết hơn 20 thường dân người Kurd và Ả Rập ở thị trấn Kafr Saghir phía đông Aleppo. Tuy nhiên, đến ngày 22 tháng 3, Quân đội Syria đã tìm cách đẩy lùi cuộc tấn công của ISIL và giành lại quyền kiểm soát các ngôi làng.
Sau khi ISIL bị Lực lượng Vũ trang Syria và Lực lượng Dân chủ Syria điều khiển từ Kafr Saghir, một dân quân địa phương mới có tên là " Lữ đoàn Liệt sĩ Kafr Saghir " được hai người thành lập để bảo vệ khu vực. Đơn vị này sau đó tham gia Kháng chiến Quốc gia Syria.